# Піорія (Орегон)
Піорія (англ. Peoria) — переписна місцевість (CDP) в США, в окрузі Линн штату Орегон. Населення — 103 особи (2020).

## Географія
Піорія розташована за координатами 44°27′3″ пн. ш. 123°12′15″ зх. д. / 44.45083° пн. ш. 123.20417° зх. д. (44.450773, -123.204218).  За даними Бюро перепису населення США в 2010 році переписна місцевість мала площу 1,22 км², уся площа — суходіл.

## Демографія
Згідно з переписом 2010 року, у переписній місцевості мешкали 94 особи в 40 домогосподарствах у складі 26 родин. Густота населення становила 77 осіб/км².  Було 48 помешкань (39/км²).
Расовий склад населення:
| - 93,6 % — білих - 5,3 % — корінних американців - 1,1 % — осіб інших рас |

До двох чи більше рас належало 0,0 %. Частка іспаномовних становила 1,1 % від усіх жителів.
За віковим діапазоном населення розподілялося таким чином: 21,3 % — особи молодші 18 років, 71,3 % — особи у віці 18—64 років, 7,4 % — особи у віці 65 років та старші. Медіана віку мешканця становила 46,5 року. На 100 осіб жіночої статі у переписній місцевості припадало 100,0 чоловіків;  на 100 жінок у віці від 18 років та старших — 105,6 чоловіків також старших 18 років.
Цивільне працевлаштоване населення становило 46 осіб. Основні галузі зайнятості: освіта, охорона здоров'я та соціальна допомога — 71,7 %, виробництво — 28,3 %.